# Quem Sabe... Sabe!
Quem Sabe... Sabe! é um filme brasileiro do gênero Comédia Musical de 1956, dirigido por Luiz de Barros para a Cinedistri. Roteiro do diretor e Alípio Ramos (também produtor). Filmado no Estúdio Cinematográfico da TV Rio. Números musicais com Ivan de Alencar, Dolores Duran, Trigêmeos Vocalistas e Carminha Mascarenhas. Trilha sonora de Radamés Gnatalli.

## Elenco
- Violeta Ferraz ... Gertrudes
- Humberto Catalano ... Adônis (creditado como Catalano)
- Francisco Dantas ... Figueiredo
- Margot Morel ... Célia
- Ariston ... Alberto
- Iris Delmar ... Cora
- Wilson Grey ... preso
- Barbosa Júnior
- Oswaldo Elias
- Geraldo Gamboa

## Sinopse
Madame Gertrudes é uma cartomante famosa que atende a uma grande e rica clientela, inclusive um senador. O segredo do seu sucesso é o irmão Adônis, um mulherengo que consegue informações sobre os clientes assediando principalmente as empregadas domésticas deles. O farmacêutico Figueiredo atende alguns dos clientes que buscam por remédios indicados por Gertrudes e não gosta, denunciando a todos que a mulher é uma charlatã. Fica mais furioso quando seu filho, Alberto, vai pedir ajuda à Gertrudes para continuar o namoro com a corista Célia, relacionamento combatido por Figueiredo. Gertrudes percebe a chance de ajudar o casal e ao mesmo tempo, convencer o farmacêutico a ser menos ranzinza e moralista.